# Teodorico I (Merovingi)
Teodorico I (485 circa – 534 circa) è stato un re franco della dinastia dei merovingi che regnò su gran parte dell'Austrasia e sull'Aquitania e che conquistò la Turingia.
Era figlio del re dei Franchi Sali della dinastia merovingia, Clodoveo I, e della sua prima moglie, una principessa ripuaria, secondo lo storico francese Christian Settipani, esperto di genealogie, che secondo il vescovo Gregorio di Tours (536 – 597), non era la moglie ma una concubina di Clodoveo.

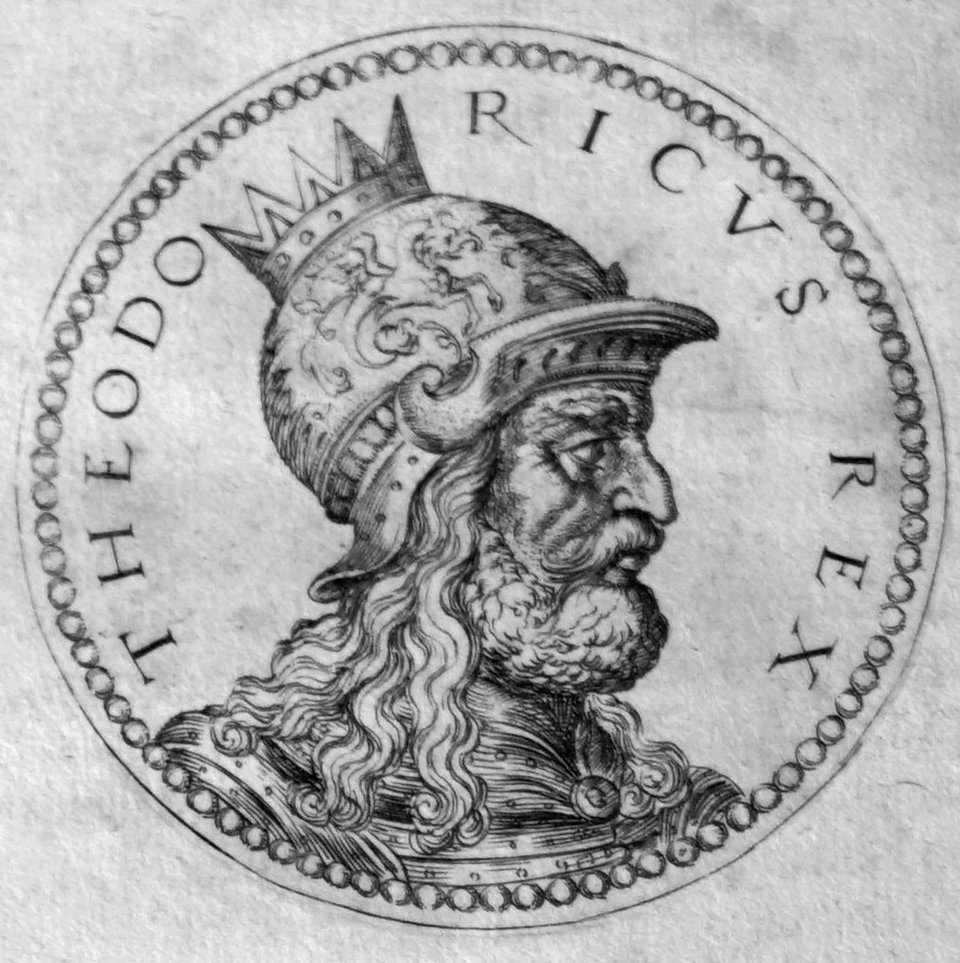
Teodorico I

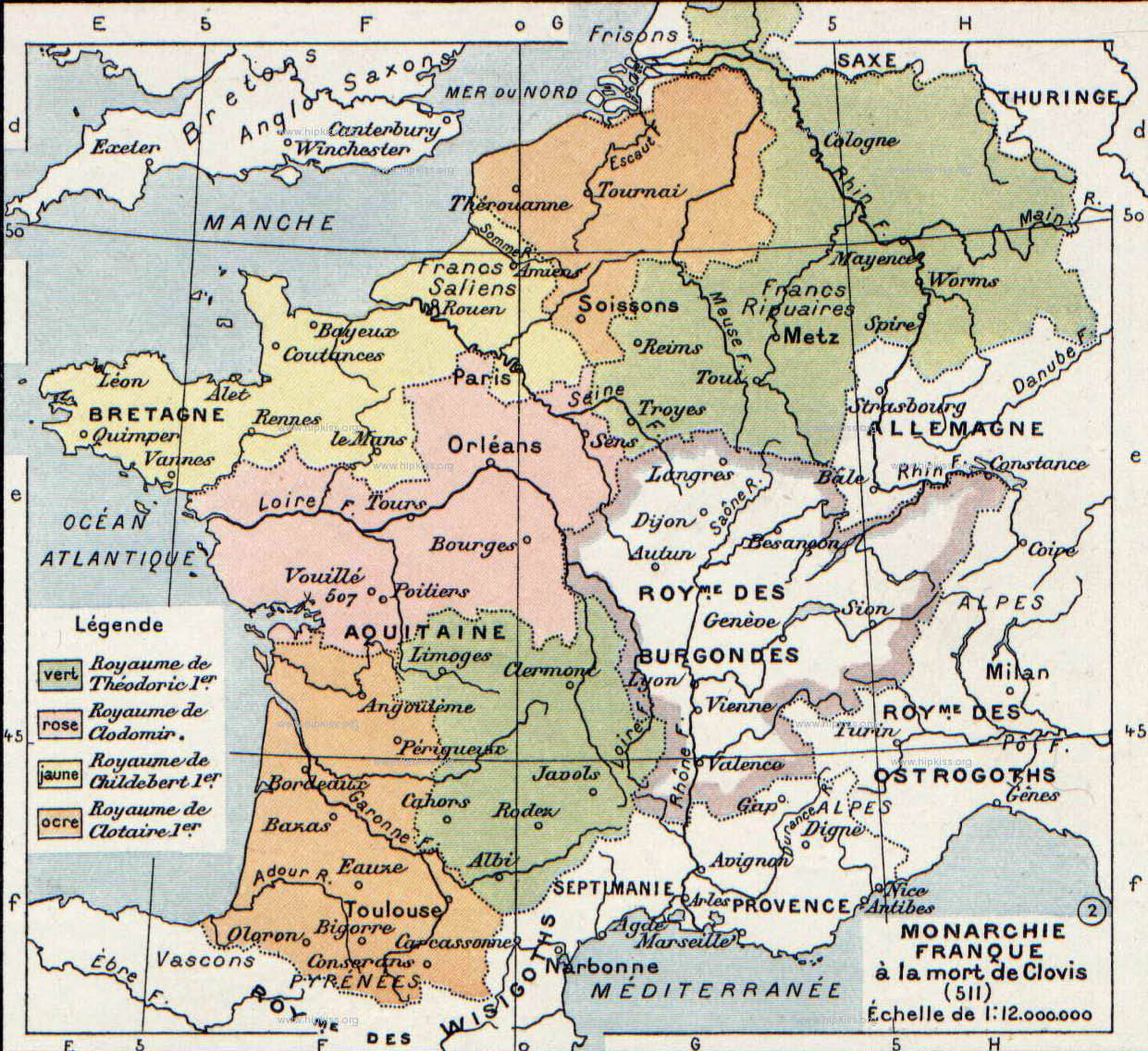
La divisione del regno dei Franchi, alla morte di Clodoveo I

## Biografia
Figlio primogenito ma illegittimo di Clodoveo I, re di tutti i territori Franchi, nato prima del matrimonio del padre con Clotilde.
Nella Regum Merowingorum Genealogia, Teodorico viene citato come primo figlio di Clodoveo davanti ai nomi dei fratellastri, Clodomiro, Childeberto e Clotario, (Chlomiro, Hildeberto, Hlodario)
Nella guerra contro i Visigoti (507) Teodorico combatté al fianco del padre e poi, nel 508, procedette alla conquista delle regioni di Albi e Rodez e dell'Alvernia.
Alla morte di Clodoveo (511), ottenne tutti questi territori (Aquitania) oltre all'alta valle della Mosa e alle valli del Reno e della Mosella, che in seguito costituiranno il regno di Austrasia, con Reims per capitale, comprendente anche la prestigiosa città di Metz.
Sin dal suo insediamento dovette fronteggiare l'invasione dei Danesi, che non si erano ancora stanziati in Danimarca: riuscì a respingerli anche grazie all'intervento di suo figlio Teodeberto I, che ne uccise in battaglia il re Chlochilaichus.
In quegli anni aveva sposato Suavegota, la figlia di re dei Burgundi, Sigismondo e di Ostrogota (circa 480-520), figlia illegittima di Teodorico il Grande (secondo Gregorio di Tours era la figlia di Teodorico, ma non ne conosceva il nome. Mentre Giordane scrive che Teodorico, quando era ancora in Mesia, da una concubina ebbe due figlie, Teodegota e Ostrogota, che lo seguirono in Italia e Teodegota divenne la regina consorte dei Visigoti, sposando Alarico II).
Avendo sposato Suavegota inizialmente, nel 523, non partecipò con gli altri fratelli alla guerra per la conquista della Borgogna; solo nel 524, alla morte di Sigismondo, prese parte alla battaglia di Vézeronce, in cui perse la vita il suo fratellastro Clodomiro.
Venne poi coinvolto nella guerra tra il re dei Turingi, Ermanafrido (che aveva usurpato il trono e ucciso il terzo fratello, Bertario), e suo fratello Baderico: Ermanafrido stipulò un patto segreto con Teodorico, con la promessa che, dopo la morte di Baderico, si sarebbero spartiti il suo regno. Teodorico, al sentire queste parole, si mosse col suo esercito e congiuntamente a Ermanafrido, andò alla guerra contro Baderico. Venuti a battaglia con Baderico, lo sconfissero e lo uccisero. Dopo aver ottenuto la vittoria, Teodorico rientrò nei suoi territori ed Ermanafrido divenne quindi l'unico re dei Turingi, anche perché non mantenne fede al patto stipulato, dando inizio all'inimicizia tra i due re.
In seguito, Teodorico, memore degli spergiuri di Ermanafrido, promise al fratello, il re Clotario I di Soissons, parte del bottino, se lo avesse aiutato nell'impresa contro il re dei Turingi. Allora Teodorico, il figlio Teodeberto I, ed il fratello, Clotario I, attaccarono i Turingi che si prepararono ad affrontare i Franchi con le loro astuzie. Prepararono dei fossati perfettamente coperti da sembrare un campo pianeggiante, così quando cominciarono i combattimenti molti cavalieri franchi si precipitarono nei fossati e ciò creò loro un grosso ostacolo; ma dopo questo inganno i Franchi cominciarono ad essere prudenti. Quando i Turingi videro che erano uccisi in gran numero ed il loro re, Ermanafrido fuggire, allora si dettero alla fuga ritirandosi verso il fiume Onestrudem, oggi Unstrut. 
I Franchi, nella battaglia nei pressi del fiume Onestrudem, in collaborazione con i Sassoni di Hadugato di Sassonia, fecero una tale strage di Turingi che riempirono di caduti l'alveo del fiume e passarono sull'altra sponda passando sui cadaveri come fossero un ponte. Ottenuta quindi la vittoria, i Franchi occuparono la regione e la ridussero sotto il loro dominio. Fu in questa occasione che Clotario conobbe Radegonda, figlia di Bertario, che poi divenne sua moglie.
Teodorico concesse salva la vita ad Ermanafrido che fece ritorno nei territori dei Turingi, avendo ricevuto garanzia di poter ritornare ed essendo stato arricchito con munifici regali. Mentre Ermanafrido parlava con Teodorico sulle mura di Tulpiacum, qualcuno lo spinse giù dalle mura dell'odierna Zülpich uccidendolo. Gregorio afferma che molte persone ipotizzarono che Teodorico possa avere avuto a che fare con questo evento.
Teodorico morì nel 534 circa (secondo Gregorio di Tours, dopo 23 anni di regno), fu inumato a Metz e la corona del suo regno passò al figlio Teodeberto I.

## Discendenza
Teodorico dalla prima moglie ebbe un figlio:
- Teodeberto (500 circa-547 circa), re di Reims.

Da Suavegota invece ebbe una figlia: 
- Teodechilde (520 circa-570 circa)

## Ascendenza
|              |   |   | Genitori |  |  | Nonni |  |  | Bisnonni |  |  | Trisnonni |  |
|              |   |   |          |  |  |       |  |  | Meroveo  |  |  | Clodione  |  |
|              |   |   |          |  |  |       |  |  | Meroveo  |  |  | Clodione  |  |
|              |   | … |          |  |  |       |  |  | Meroveo  |  |  |           |  |
| Childerico I |   |   |          |  |  |       |  |  | Meroveo  |  |  |           |  |
|              |   | … | …        |  |  |       |  |  |          |  |  |           |  |
|              |   | … | …        |  |  |       |  |  |          |  |  |           |  |
|              |   | … | …        |  |  |       |  |  |          |  |  |           |  |
| Clodoveo I   |   | … |          |  |  |       |  |  |          |  |  |           |  |
|              |   | … | …        |  |  |       |  |  |          |  |  |           |  |
|              |   | … | …        |  |  |       |  |  |          |  |  |           |  |
|              |   | … | …        |  |  |       |  |  |          |  |  |           |  |
| Basina       |   | … |          |  |  |       |  |  |          |  |  |           |  |
|              |   | … | …        |  |  |       |  |  |          |  |  |           |  |
|              |   | … | …        |  |  |       |  |  |          |  |  |           |  |
|              |   | … | …        |  |  |       |  |  |          |  |  |           |  |
| Teodorico I  |   | … |          |  |  |       |  |  |          |  |  |           |  |
|              | … | … |          |  |  |       |  |  |          |  |  |           |  |
|              | … | … |          |  |  |       |  |  |          |  |  |           |  |
|              | … | … |          |  |  |       |  |  |          |  |  |           |  |
| …            | … |   |          |  |  |       |  |  |          |  |  |           |  |
|              |   | … | …        |  |  |       |  |  |          |  |  |           |  |
|              |   | … | …        |  |  |       |  |  |          |  |  |           |  |
|              |   | … | …        |  |  |       |  |  |          |  |  |           |  |
| …            |   | … |          |  |  |       |  |  |          |  |  |           |  |
|              |   | … | …        |  |  |       |  |  |          |  |  |           |  |
|              |   | … | …        |  |  |       |  |  |          |  |  |           |  |
|              |   | … | …        |  |  |       |  |  |          |  |  |           |  |
| …            |   | … |          |  |  |       |  |  |          |  |  |           |  |
|              |   | … | …        |  |  |       |  |  |          |  |  |           |  |
|              |   | … | …        |  |  |       |  |  |          |  |  |           |  |
|              |   | … | …        |  |  |       |  |  |          |  |  |           |  |
|              |   | … |          |  |  |       |  |  |          |  |  |           |  |